# Aleksandr Bašminov
Aleksandr Vasil'evič Bašminov (in russo Александр Васильевич Башминов?; Ibresi, 7 maggio 1978) è un ex cestista russo.

## Carriera
Con la Russia ha disputato i Giochi olimpici di Sydney 2000, i Campionati europei del 2001 e i Campionati mondiali del 2002.

## Palmarès
- Campionato russo: 6

CSKA Mosca: 1996-97, 1997-98, 2002-03, 2003-04
Ural Great Perm': 2000-01, 2001-02
- Coppa di Russia: 1

Spartak San Pietroburgo: 2010-11